# Tony Awards 1994
Die Verleihung der 48. Tony Awards 1994 (48th Annual Tony Awards) fand am 12. Juni 1994 im Gershwin Theatre in New York City statt. Moderatoren der Veranstaltung waren Sir Anthony Hopkins und Amy Irving, als Laudatoren fungierten George Abbott, Alan Alda, Jane Alexander, Carol Burnett, Nell Carter, Glenn Close, Tony Danza, Ossie Davis, Ruby Dee, Peter Falk, Melanie Griffith, Madeline Kahn, Harvey Keitel, Jack Klugman, Swoosie Kurtz, Linda Lavin, Michael Learned, Steve Martin, Bebe Neuwirth, Rosie O’Donnell, Bernadette Peters, Tony Randall, Tony Roberts, Martin Short, Paul Sorvino, Jean Stapleton, Marlo Thomas, Gwen Verdon und Vanessa L. Williams. Ausgezeichnet wurden Theaterstücke und Musicals der Saison 1993/94, die am Broadway ihre Erstaufführung hatten. Die Preisverleihung wurde von Columbia Broadcasting System im Fernsehen übertragen. Erstmals vergeben wurde 1994 der Lifetime Achievement Award und es erfolgte eine getrennte Vergabe für die beste Wiederaufnahme eines Theaterstücks und die beste Wiederaufnahme eines Musicals.

## Hintergrund
Die Antoinette Perry Awards for Excellence in Theatre, oder besser bekannt als Tony Awards, werden seit 1947 jährlich in zahlreichen Kategorien für herausragende Leistungen bei Broadway-Produktionen und -Aufführungen der letzten Theatersaison vergeben. Zusätzlich werden verschiedene Sonderpreise, z. B. der Regional Theatre Tony Award, verliehen. Benannt ist die Auszeichnung nach Antoinette Perry. Sie war 1940 Mitbegründerin des wiederbelebten und überarbeiteten American Theatre Wing (ATW). Die Preise wurden nach ihrem Tod im Jahr 1946 vom ATW zu ihrem Gedenken gestiftet und werden bei einer jährlichen Zeremonie in New York City überreicht.

## Gewinner und Nominierte

### Theaterstücke
| Kategorie                            | Preisträger            | Theaterstück                                                      | Nominierungen |
| Bestes Theaterstück                  | Tony Kushner           | Angels in America: Perestroika                                    | - Broken Glass – Arthur Miller - The Kentucky Cycle – Robert Schenkkan - Twilight: Los Angeles, 1992 – Anna Deavere Smith                                                                                    |
| Beste Wiederaufnahme Theaterstück    | John Boynton Priestley | An Inspector Calls                                                | - Abe Lincoln in Illinois - Medea - Timon of Athens |
| Bester Hauptdarsteller Theaterstück  | Stephen Spinella       | Angels in America: Perestroika als Prior Walter                   | - Brian Bedford in Timon of Athens als Timon - Christopher Plummer in No Man's Land als Spooner - Sam Waterston in Abe Lincoln in Illinois als Abraham Lincoln                                               |
| Beste Hauptdarstellerin Theaterstück | Diana Rigg             | Medea als Medea                                                   | - Nancy Marchand in Black Comedy als Mrs. Furnival/Sophie - Joan Rivers in Sally Marr and Her Escorts als Sally Marr - Anna Deavere Smith in Twilight: Los Angeles, 1992 als Verschiedene Charaktere         |
| Bester Nebendarsteller Theaterstück  | Jeffrey Wright         | Angels in America: Perestroika als Belize/Verschiedene Charaktere | - Larry Bryggman in Picnic als Howard Bevans - David Marshall Grant in Angels in America: Perestroika als Joe Pitt/Verschiedene Charaktere - Gregory Itzin in The Kentucky Cycle als Verschiedene Charaktere |
| Beste Nebendarstellerin Theaterstück | Jane Adams             | An Inspector Calls als Sheila Birling                             | - Debra Monk in Picnic als Rosemary Sydney - Jeanne Paulson in The Kentucky Cycle als Verschiedene Charaktere - Anne Pitoniak in Picnic als Helen Potts                                                      |
| Beste Theaterregie                   | Stephen Daldry         | An Inspector Calls                                                | - Gerald Gutierrez – Abe Lincoln in Illinois - Michael Langham – Timon of Athens - George C. Wolfe – Angels in America: Perestroika                                                                          |

### Musicals
| Kategorie                       | Preisträger                                                           | Musical                             | Nominierungen |
| Bestes Musical                  | Stephen Sondheim (Musik und Liedtexte) und James Lapine (Buch)        | Passion                             | - A Grand Night for Singing - Beauty and the Beast - Cyrano: The Musical |
| Beste Wiederaufnahme Musical    | Richard Rodgers (Musik) und Oscar Hammerstein II (Liedtexte und Buch) | Carousel                            | - Damn Yankees - Grease - She Loves Me |
| Bester Hauptdarsteller Musical  | Boyd Gaines                                                           | She Loves Me als George Nowack      | - Victor Garber in Damn Yankees als Mr. Applegate - Terrence Mann in Beauty and the Beast als The Beast - Jere Shea in Passion als Giorgio                                                              |
| Beste Hauptdarstellerin Musical | Donna Murphy                                                          | Passion als Fosca                   | - Susan Egan in Beauty and the Beast als Belle - Dee Hoty in The Best Little Whorehouse Goes Public als Mona Stangley - Judy Kuhn in She Loves Me als Amalia Balash                                     |
| Bester Nebendarsteller Musical  | Jarrod Emick                                                          | Damn Yankees als Joe Hardy          | - Tom Aldredge in Passion als Dr. Tambourri - Gary Beach in Beauty and the Beast als Lumiere - Jonathan Freeman in She Loves Me als Headwaiter                                                          |
| Beste Nebendarstellerin Musical | Audra McDonald                                                        | Carousel als Carrie Pipperidge Snow | - Marcia Lewis in Grease als Miss Lynch - Sally Mayes in She Loves Me als Ilona Ritter - Marin Mazzie in Passion als Clara                                                                              |
| Bestes Musicallibretto          | James Lapine                                                          | Passion                             | - Walter Bobbie – A Grand Night for Singing - Linda Woolverton – Beauty and the Beast - Koen van Dijk – Cyrano: The Musical                                                                             |
| Beste Originalmusik             | Stephen Sondheim (Musik und Liedtexte)                                | Passion                             | - Beauty and the Beast – Alan Menken (Musik) sowie Howard Ashman und Tim Rice (Liedtexte) - Cyrano: The Musical – Ad van Dijk (Musik) sowie Koen van Dijk, Peter Reeves und Sheldon Harnick (Liedtexte) |
| Beste Musicalregie              | Nicholas Hytner                                                       | Carousel                            | - Scott Ellis – She Loves Me - James Lapine – Passion - Robert Jess Roth – Beauty and the Beast |

### Theaterstücke oder Musicals
| Kategorie           | Preisträger           | Theaterstück bzw. Musical | Nominierungen |
| Bestes Bühnenbild   | Bob Crowley           | Carousel                  | - Peter J. Davidson – Medea - Ian MacNeil – An Inspector Calls - Tony Walton – She Loves Me                      |
| Beste Choreographie | Sir Kenneth MacMillan | Carousel                  | - Jeff Calhoun – Grease - Rob Marshall – Damn Yankees - Rob Marshall – She Loves Me                              |
| Beste Kostüme       | Ann Hould-Ward        | Beauty and the Beast      | - David Charles and Jane Greenwood – She Loves Me - Jane Greenwood – Passion - Yan Tax – Cyrano: The Musical     |
| Bestes Lichtdesign  | Rick Fisher           | An Inspector Calls        | - Beverly Emmons – Passion - Jules Fisher – Angels in America: Perestroika - Natasha Katz – Beauty and the Beast |

### Sonderpreise (ohne Wettbewerb)
| Kategorie              | Preisträger                             | Grund der Preisverleihung  |
| Regional Theatre Award | McCarter Theatre, Princeton, New Jersey |                            |
| Special Tony Award     | Jessica Tandy                           | Lifetime Achievement Award |
| Special Tony Award     | Hume Cronyn                             | Lifetime Achievement Award |

## Statistik

### Mehrfache Nominierungen
- 10 Nominierungen: Passion
- 9 Nominierungen: Beauty and the Beast  und She Loves Me
- 6 Nominierungen: Angels in America: Perestroika
- 5 Nominierungen: Carousel und An Inspector Calls
- 4 Nominierungen: Cyrano: The Musical und Damn Yankees
- 3 Nominierungen: Abe Lincoln in Illinois, Grease, The Kentucky Cycle, Medea, Picnic und Timon of Athens
- 2 Nominierungen: A Grand Night for Singing und Twilight: Los Angeles, 1992

### Mehrfache Gewinne
- 5 Gewinne: Carousel
- 4 Gewinne: An Inspector Calls und Passion
- 3 Gewinne: Angels in America: Perestroika